# Казимир Колб фон Вартенберг
Казимир Колб фон Вартенберг (на немски: Kasimir Kolb, Graf von Wartenberg; * 6 май 1699, Берлин; † 2 октомври 1772, Метенхайм на Рейн) е граф на Вартенберг при Кайзерслаутерн, господар на Метенхайм в Рейнланд-Пфалц, кралски пруски генерал-майор, министър на швабския окръг, рицар на Ордена на Черния орел и домхер на Халберщат.

## Биография
Той е вторият син на пруския премиер-министър Йохан Казимир Колб фон Вартенберг (1643 – 1712) и съпругата му Анна Катарина Рикерс (1670 – 1734), вдовица на каммерслужителя Бидекап най-голямата дъщеря на собственик на бирария в Eмерих. Внук е на Йохан Казимир I Колб фон Вартенберг (1584 – 1661) и втората му съпруга Юдит фон Флерсхайм († 1644). Брат е на Фридрих Казимир (1697 – 1719), Фридрих Карл (1704 – 1757), Вилхелм Антон (1705 – 1778) и на София Доротея Колб фон Вартенберг (* 1707).
Баща му е от 1695 г. фрайхер, от 1699 г. граф. Резиденцията на фамилията Колб фон Вартенберг е замък Вартенберг във Вартенберг-Рорбах при Кайзерслаутерн, който е разрушен през 1522 г.
Казимир Колб започва през 1715 г. военна кариера и заради заболяване напуска през 1722 г. На 24 юли 1732 г. Фридрих Вилхелм I го прави генерал-майор и министър на шбавския окръг. През 1739 г. той получава ордена на Черния орел и става домхер в Халберщат. През 1744 г. се оттегля в Метенхайм на Рейн.
Казимир Колб фон Вартенберг започва през 1726 г. да строи дворец-резиденция в Метенхайм на Рейн. Заради задължения през 1754 г. той залага голямата част от графството Вартенберг на маркграфа на Баден.
Казимир Колб умира на 2 октомври 1772 г. в Метенхайм на Рейн на 73 години и е погребан в Метенхайм в Рейнланд-Пфалц.

## Фамилия
Казимир Колб фон Вартенберг се жени на 11 февруари 1726 г. във Франкфурт на Майн за графиня Мария София Елеонора Вилхелмина фон Золмс-Рьоделхайм-Асенхайм (* 13 февруари 1699, Августусбург, Франкфурт на Майн; † 1 октомври 1766, погребана в Метенхайм), дъщеря на генерал граф Георг Лудвиг фон Золмс-Рьоделхайм (1664 – 1716) и графиня Шарлота Сибила фон Алефелдт (1672 – 1726). Те имат четири деца:
- Фридрих Карл Колб фон Вартенберг (* 3 април 1725; † 8 май 1784), генерал-постмайстер (1772 – 1784), женен на 28 декември 1751 г. за графиня Каролина Поликсена фон Лайнинген-Дагсбург-Харденбург (* 4 юли 1728; † 1782)
- Ернст Лудвиг Колб фон Вартенберг (* 26 февруари 1729; † 22 юли 1800), неженен
- Карл Франц Леополд Колб фон Вартенберг (* 4 декември 1730; † 2 февруари 1800), неженен
- София Амалия Поликсена Колб фон Вартенберг (* 23 септември 1737; † 14 януари 1753)